# Język roboczy
Język roboczy (język proceduralny) – język, któremu nadano specjalny status w organizacjach, korporacjach międzynarodowych, stanach lub państwach jako zasadniczy środek komunikacji. Używa się go w codziennej korespondencji i rozmowach, gdy członkowie organizacji mają różne tło językowe.
Większość organizacji międzynarodowych posługuje się w swym funkcjonowaniu pewnym zestawem języków roboczych. Dla danej organizacji każdy z języków roboczych może, choć nie musi, być językiem oficjalnym.

## Przykłady
- ONZ ma sześć języków oficjalnych i roboczych (język arabski, język chiński, język angielski, język francuski, język rosyjski i język hiszpański), ponadto język portugalski ma także specjalny status. Językami roboczymi sekretariatu ONZ są angielski i francuski.
- Światowa Organizacja Handlu posługuje się trzema językami oficjalnymi: angielskim, francuskim i hiszpańskim.
- Międzynarodowy Trybunał Karny ma dwa języki oficjalne: angielski, francuski.
- Unia Afrykańska obecnie używa arabskiego, angielskiego, francuskiego, portugalskiego, hiszpańskiego i swahili jako języków oficjalnych.
- Wspólnota Rozwoju Afryki Południowej ma cztery oficjalne języki: angielski, afrikaans, francuski, portugalski.
- Międzynarodowa Organizacja Pracy ma trzy języki oficjalne: angielski, francuski, hiszpański. Językami autentycznymi konwencji są dwa pierwsze.
- Międzynarodowy Komitet Olimpijski ma dwa języki oficjalne: angielski, francuski.
- Międzynarodowy Związek Telekomunikacyjny ma trzy języki oficjalne: angielski, francuski, hiszpański.
- Komisji Europejskiej za języki oficjalne służą: angielski, francuski, niemiecki.
- Strefa Wolnego Handlu Obu Ameryk FTAA ma dwa języki oficjalne: angielski, hiszpański.
- Szanghajska Organizacja Współpracy posiada dwa języki oficjalne: chiński, rosyjski.
- Mercosur ma dwa języki oficjalne: portugalski, hiszpański.
- Językami oficjalnymi NATO są: angielski, francuski.
- FIFA posiada 4 oficjalne: angielski, francuski, hiszpański, niemiecki. Dawniej, francuski był jedynym oficjalnym językiem organizacji. Obecnie, angielski jest językiem protokołów, korespondencji i ogłoszeń.